# Orthomode Transducer
Ein Orthomode Transducer (OMT), manchmal auch Orthomodenkoppler genannt, ist ein passives Bauelement der Mikrowellentechnik. Er spaltet zirkular polarisierte Wellen auf bzw. fügt orthogonal polarisierte Wellen zusammen. Haupteinsatzgebiet sind einfache VSAT-Antennenanlagen. Dort übernimmt er die Aufgabe eines Diplexers bzw. Zirkulators, wenn Empfangs- und Sendesignal orthogonal polarisiert sind, und leitet beide Signale gemeinsam über eine Antenne. Die Übersprechdämpfung zwischen Empfangs- und Sendesignal ist typischerweise besser als 40 dB. 

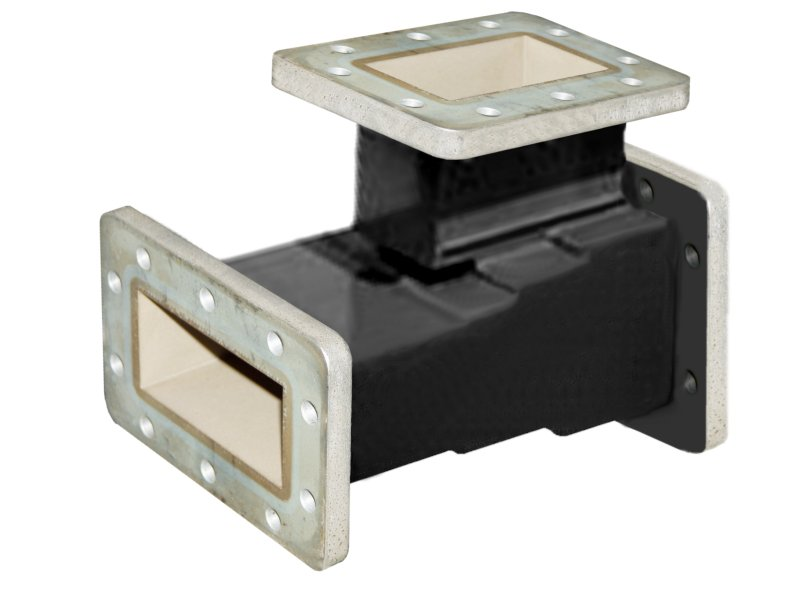
Orthomode Transducer als Hohlleiterabschnitt

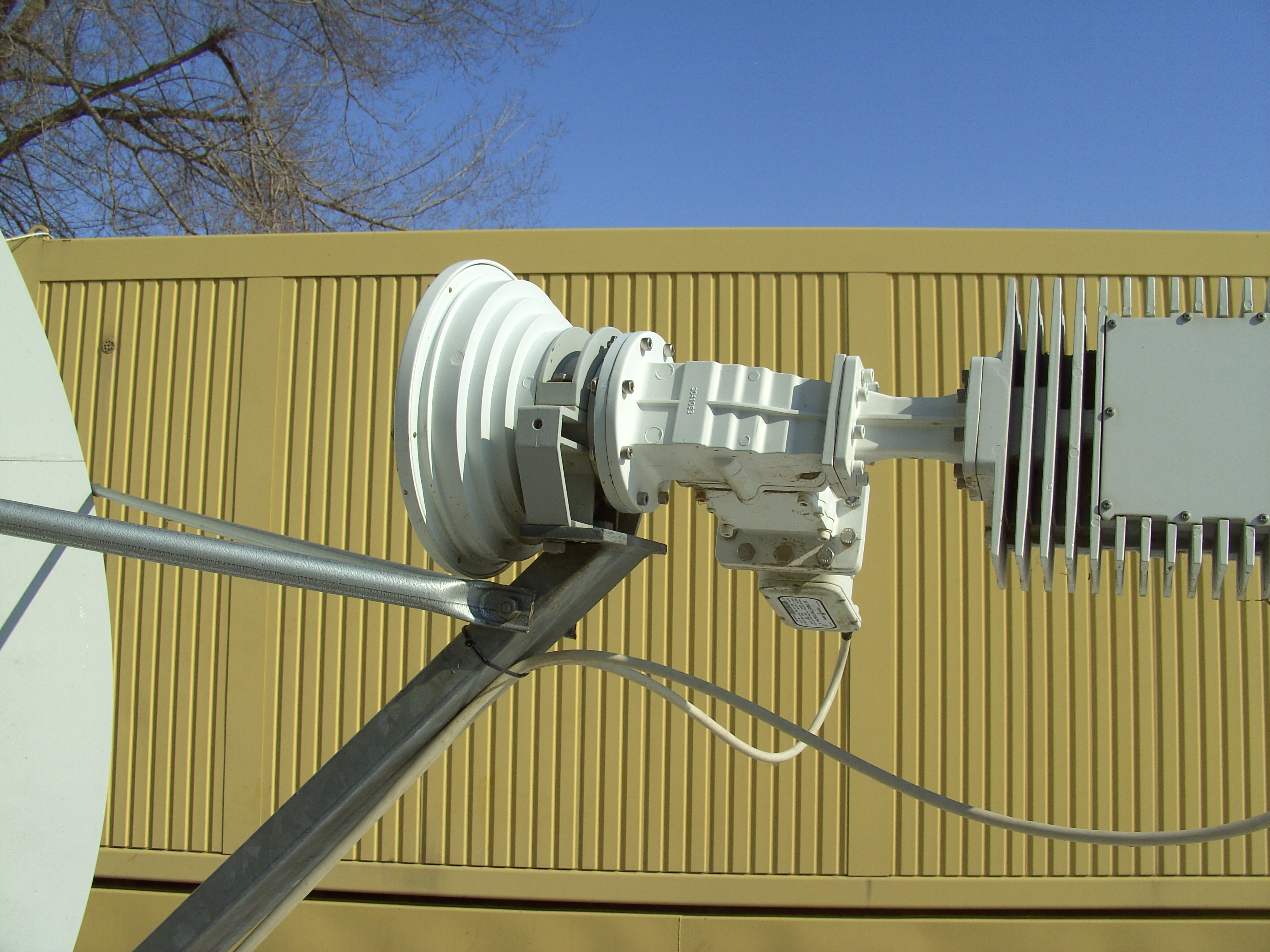
Satellitenfunkantenne mit einem Rillenhornstrahler und einem Orthomode Transducer

Der Begriff setzt sich aus den folgenden Teilen zusammen:
- orthogonal: senkrecht (im Sinne von rechtwinklig),
- Mode: Ausbildungsform der Welle, siehe auch Moden in Rechteck-Hohlleitern,
- Transducer: englisch für Umsetzer oder Strahler.

## Systembeschreibung des OMT
Der Orthomode Transducer (OMT) zur Trennung bzw. Zusammenführung orthogonal linear polarisierter elektromagnetischer Wellen. Der OMT bildet in einem Antennensystem die letzte Stufe vor der eigentlichen Antenne.

### Viertordarstellung
Der OMT ist elektrisch gesehen ein Viertor. Der physikalische Aufbau entspricht allerdings dem eines Dreitors, da das physikalisch gemeinsame Tor die beiden elektrisch unabhängigen Polarisationsrichtungen zusammenfasst.
Tor1 ist das „gemeinsame Tor“. Es setzt sich elektrisch betrachtet aus dem Tor1a für die vertikal polarisierte Welle ({\displaystyle H_{10}}-) und dem Tor1b für die horizontal polarisierte Welle ({\displaystyle H_{01}}-) zusammen. Das Tor, in das die vertikal polarisierte Welle ein- bzw. ausgekoppelt wird heißt Tor2 oder „Durchgangstor“. Das Tor, in das die horizontal polarisierte Welle ein- bzw. ausgekoppelt wird heißt Tor3 oder „Seitentor“. Diese Namensgebung nimmt die Wahl des Grunddesigns für den OMT vorweg.

### Streumatrix
Die Streumatrix eines idealen OMT beschreibt das gewünschte Systemverhalten.
{\displaystyle S_{OMT}={\begin{pmatrix}0&0&e^{j\phi _{1}}&0\\0&0&0&e^{j\phi _{2}}\\e^{j\phi _{1}}&0&0&0\\0&e^{j\phi _{2}}&0&0\end{pmatrix}}}
Entsprechend der Streumatrix ergeben sich die folgenden Eigenschaften des Systemverhaltens.
- Der ideale OMT ist ein verlustloses System.
- Der OMT ist ein passives und damit umkehrbares (reziprokes) System. Das bedeutet, dass ein OMT sowohl im Sendezweig eines Antennensystems, als auch im Empfangszweig eines Antennensystems eingesetzt werden kann.
- Der ideale OMT ist an allen Toren angepasst. Aus dieser Eigenschaft des idealen OMT ergibt sich eine wichtige Forderung an das Design eines realen OMT. Bei einer schlechten Anpassung der Tore über der betrachteten Bandbreite wird ein Großteil der Energie in das einkoppelnde Tor reflektiert. Diese reflektierte Energie wird als Reflexionsverlust (Return Loss) bezeichnet und in dB als Verhältnis zur eingekoppelten Energie angegeben.
- Tor1a und Tor3 sind ebenso entkoppelt wie Tor1b und Tor2 und Tor2 und Tor3. Darin spiegelt sich die eigentliche Funktionsweise des OMT als Polarisationsweiche wider. Diese Eigenschaft muss das Design eines realen OMT ebenfalls möglichst gut nachbilden.
- Der OMT ist ein frequenzabhängiges System. Deshalb sind alle Elemente der Streumatrix Funktionen der Frequenz der betrachteten elektromagnetischen Welle.
- Das Systemverhalten des OMT ist frequenzabhängig. Deshalb ist die Angabe des geforderten Frequenzbereichs elementar für die Beschreibung des OMT.

## Geometrie eines OMT

### Allgemein
Kernstück des einfachen allgemeinen Grunddesigns ist ein gemeinsamer Verzweigungsbereich, in dem die beiden Polarisationsrichtungen getrennt bzw. zusammengeführt werden.
Daneben besitzt jedes Tor ein Anpassnetzwerk, das zwei Aufgaben erfüllt. Zum einen wird so die gute breitbandige Anpassung des Tors sichergestellt. Zum anderen wird der Übergang auf die vorgegebenen geometrischen Schnittstellen (nachfolgender Hohlleiterquerschnitt) geschaffen.
Die Abbildung zeigt den schematischen Aufbau eines OMT. Die Anpassnetzwerke bestehen aus Hohlleiterübergängen.

### Einfache Grundgeometrien
Wie die Bezeichnung der Tore bereits vorwegnimmt, entspricht die ursprüngliche Geometrie des OMT einem T-Stück. Diese Grundgeometrien sind bei einer Anpassung an allen Toren von −25 dB für eine relative Bandbreite von 10 % geeignet. Die relative Bandbreite ist das Verhältnis der absoluten Bandbreite zur Mittenfrequenz.
Ein OMT besteht im einfachsten Fall also aus einem durchgehenden Hohlleiterstück und einem seitlich im rechten Winkel aufgesetzten Seitentor. Der Verzweigungsbereich ist dabei so aufgebaut, dass er von der vertikal polarisierten Welle möglichst ungehindert passiert werden kann. Die horizontal polarisierte Welle wird dagegen reflektiert und in das Seitentor ausgekoppelt werden. Dabei wird nach der Methode unterschieden, mittels der die horizontal polarisierten Welle reflektiert wird.

#### Taper bzw. Branching
Die erste Variante ist der Taper- bzw. Branching-OMT. Hier wird der Hohlleiterquerschnitt des durchgehenden Hohlleiterstücks in der Höhe so verringert, dass die horizontal polarisierte Welle wegen Unterschreitung der unteren Grenzfrequenz nicht mehr ausbreitungsfähig ist. Für die vertikal polarisierte Welle stellt der Verzweigungsbereich prinzipiell nur einen Übergang vom Querschnitt des Hohlleiters an Tor1 zu dem des Hohlleiters an Tor2 dar. Dieser Übergang kann gestuft oder kontinuierlich sein.

#### Septum bzw. Branching
Bei der zweiten Variante, dem Septum- bzw. Branching-OMT wird die Reflexion der horizontal polarisierten Welle durch ein Septum im Verzweigungsbereich erreicht. Ein Septum ist eine dünne Metallplatte, die in diesem Fall waagrecht mittig in den gemeinsamen Hohlleiter eingebracht wird.
Auf die vertikal polarisierte Welle, deren elektrische Feldkomponenten senkrecht auf der Metallplatte stehen, hat das Septum im Idealfall ohne ausgedehnte Höhe keinen Einfluss. Die elektrischen Feldkomponenten der horizontal polarisierten Welle verlaufen tangential zur Ebene des Septums. Das Septum stellt somit einen Kurzschluss für die horizontal polarisierte Welle dar. Die Welle wird reflektiert und in das Seitentor ausgekoppelt.
Beiden Varianten ist gemein, dass die Reflexion der horizontal polarisierten Welle frequenzabhängig ist. Prinzipiell ist die zweite Variante für breitbandige Anwendungen eher geeignet, da das Septum, und damit die Reflexionsstelle, direkt am Ort der Seitenauskopplung wirken.

### Symmetrische Geometrien
Gerade im Verzweigungsbereich eines OMT, in dem die beiden verschieden polarisierten Wellen getrennt bzw. zusammengeführt werden, werden viele höhere Moden angeregt. Um dies zu verringern, werden Strukturen entwickelt, die für beide Polarisationsrichtungen symmetrisch sind. Diese Strukturen sind allerdings sehr komplex und deshalb mit einem sehr großen Entwicklungsaufwand und großen Fertigungskosten verbunden. 
Obwohl eine monolithische Fertigung sehr teuer ist, bringt sie doch den Vorteil, dass die gefertigte Struktur keine Naht- oder Spaltstellen aufweist. Nur so ist mit Blick auf Effekte der passiven Intermodulation ein optimales Verhalten erreichbar.